# Storie Blu
Storie blu è stata una testata antologica a fumetti di genere horror fantascientifico ed erotico edita dalla Ediperiodici dal 1979 al 1990 per un totale di 122 albi più 3 supplementi.
Ha avuto testate "gemelle" come Storie Viola, Storie Blu Special

## Elenco albi[1]
1. La Donna Velata (Angelo Todaro)
2. La Montagna Di Luce (Francesco Blanc)
3. Inferno (Giuseppe Della Santa)
4. Il Morbo Di Jekyll (Francesco Blanc)
5. La Vittima Fantasma (Luigi Sorgini)
6. Eric L'inventore (Francesco Blanc)
7. Il Pianeta Della Svastica (Angelo Todaro)
8. L'ultimo Presidio (Francesco Blanc)
9. L'asteroide Dei Dannati (Lorenzo Lepori)
10. L'insidia Nelle Nuvole (Francesco Blanc)
11. L'orrore Che Urla (Angelo Todaro)
12. Il Campione Del Cosmo (Jacques Geron)
13. L'usurpatrice (Francesco Blanc)
14. Gli Esuli Di Shraav (Francesco Blanc/Umberto Sammarini)
15. Le Figlie Del Mare (Saverio Micheloni)
16. Il Cancro Della Materia (Angelo Todaro)
17. Terrore A 26 Pollici (Lorenzo Lepori)
18. Il Vendicatore (Francesco Blanc)
19. Psico-Ergastolo (Roberto Revello)
20. L`Albergo Delle Stelle (Lorenzo Lepori/Saverio Micheloni)
21. Ombre
22. Trofeo Di Vittoria (Eugenio Forte)
23. Gorilla Sapiens (Francesco Blanc)
24. La Congiura Dei Disperati (Francesco Blanc)
25. I Sogni Di Nydia (Lorenzo Lepori)
26. Il Super-Assassino (Francesco Blanc)
27. La Notte Dell'angoscia (Francesco Blanc)
28. La Citta' Degli Animali (Francesco Blanc)
29. Il Rimedio Sovrano (Luigi Sorgini)
30. Circuito Chiuso (Eugenio Forte)
31. La Forza Dell'odio (Francesco Blanc)
32. Un Paladino Per Belehor (Aurelio Vattimo/Roberto Revello)
33. Morte Sperimentale (Luciano Milano)
34. L'erede (Francesco Blanc)
35. Nel Regno Dell'impossibile (Lorenzo Lepori)
36. Specchio Dell'infinito (Francesco Blanc)
37. Crimine Alieno (Luigi Sorgini)
38. I Reclutatori (Piercarlo Macchi)
39. I Confini Della Realtà (Manlio Truscia)
40. La Finestra Azzurra (Francesco Blanc)
41. Giocattoli (Lorenzo Lepori)
42. Il Ribelle (Francesco Blanc)
43. Il Gioco Delle Parti (Roberto Revello/Luciano Milano)
44. La Trappola (Eugenio Forte/Piercarlo Macchi)
45. Creature Malefiche (Francesco Blanc)
46. Il Villaggio Degli Orrori (Francesco Blanc)
47. Il Sicario (Roberto Revello/Vittorio Coliva)
48. Tyrannosaurus (Manlio Truscia)
49. La Clinica Della Lussuria (Saverio Micheloni)
50. Le Vittime Di Keolm (Lorenzo Lepori)
51. Terapia Mentale (Manlio Truscia)
52. Il Cadavere Sulla Scogliera
53. Criminali Del Futuro (Francesco Blanc)
54. L'orrore Oscuro (Piercarlo Macchi)
55. La Cantina Dei Segreti (Aurelio Vattimo)
56. Il Disertore (Manlio Truscia)
57. L'incubo Sommerso (Saverio Micheloni)
58. Ladri Di Corpi (Saverio Micheloni)
59. Riscossa Indiana (Manlio Truscia)
60. La Bestia Immortale (Francesco Blanc)
61. Enigma Temporale (Roberto Revello/Vittorio Coliva)
62. Il Mostro Viola (Manlio Truscia)
63. I Martellatori (Francesco Blanc)
64. Spogliarello Integrale (Gianni Crivello/Luciano Milano)
65. La Rediviva (Piercarlo Macchi)
66. Burattino (Francesco Blanc)
67. Il Castello Fantasma (Francesco Blanc/Roberto Revello)
68. Follia Macabra (Alberto Castiglioni)
69. Volontà Di Morte (Piero Del Prete)
70. Visioni (Francesco Blanc)
71. La Villa Degli Orrori Impossibili (Lorenzo Lepori)
72. Gli Abissi Della Mente (Piercarlo Macchi)
73. Le Armi Di Thaoot (Aurelio Vattimo)
74. Campo Energetico (Francesco Blanc)
75. Gara Di Vitalità (Gianni Crivello/Eugenio Forte)
76. Insetticidi (Roberto Revello)
77. La Morte Oscura (Alberto Castiglioni)
78. Violenza Meccanica (Dino Simeoni/Piero Del Prete)
79. Congiura Di Palazzo (Cartoon Studio)
80. Reazione A Catena (Piercarlo Macchi)
81. Tentacoli (Roberto Revello)
82. La Mostruosa Ossessione (Dino Simeoni)
83. Prestazioni Erotiche (Augusto Chizzoli/Piero Del Prete)
84. Le Origini Del Male (Francesco Blanc/Saverio Micheloni)
85. Impulsi Mentali (Studio Montanari)
86. Urla Dal Passato (Francesco Blanc)
87. Dalla Spuma Del Mare (Francesco Blanc/Saverio Micheloni)
88. La Super Prostituta (Augusto Chizzoli/Piero Del Prete)
89. La Legge Del Silenzio (Francesco Blanc/Piero Del Prete)
90. Delitto E Castigo (Francesco Blanc/Piero Del Prete)
91. Sexy-Horror (Augusto Chizzoli/Emilio Cecchetto)
92. Prigioniere Del Futuro (Piercarlo Macchi/Piero Del Prete)
93. Coltelli (Augusto Chizzoli/Piero Del Prete)
94. Destinazione: Morte (Roberto Revello)
95. I Mostri Di Carnevale (Lorenzo Lepori)
96. La Supermacchina (Vladimiro Missaglia/Saverio Micheloni)
97. Identità Sessuale (Augusto Chizzoli/Piero Del Prete)
98. Alta Chirurgia (Alberto Castiglioni)
99. L'accusatrice (Francesco Blanc)
100. Libido (Francesco Blanc)
101. Rapimento (Piercarlo Macchi)
102. Legge Di Guerra (Dino Simeoni/Piero Del Prete)
103. Terrore Fra Le Nubi (Piercarlo Macchi)
104. La Notte Delle Belve (Augusto Chizzoli/Piero Del Prete)
105. Il Condannato (Francesco Blanc/Piero Del Prete)
106. Bramosia Di Sangue (Piercarlo Macchi)
107. La Sala Dei Piaceri (Lorenzo Lepori)
108. Elmer Il Boia (Francesco Blanc/Piero Del Prete)
109. Il Punto Debole (Piercarlo Macchi)
110. Il Segreto Fra Le Labbra (Augusto Chizzoli/Emilio Cecchetto)
111. Furia Cieca (Piero Del Prete)
112. L’uomo Mantide (Freancesco Blanc/Vladimiro Missaglia)
113. Forze Oscure (Augusto Chizzoli)
114. Gli Untori (Augusto Chizzoli)
115. Il Segreto Di Tessy Crawford (Francesco Blanc)
116. Il Castigo (Augusto Chizzoli)
117. Violenze Mostruose (Piero Del Prete)
118. Errore Fatale (Lorenzo Lepori)
119. La Lettrice (Vladimiro Missaglia)
120. Donne Dal Nulla (Francesco Blanc)
121. Lo Scambio (Piercarlo Macchi)
122. Il Pianeta Della Perfidia (Lorenzo Lepori)

- supplemento del ago 1980: "Tutto Inutile/Giochi Di Provincia" (Claudio Petrucci/Leonardo Lombardi))
- supplemento del giu 1988: "Super Muscolo" (Roberto Revello)
- supplemento del ago 1989: "Super Muscolo 2" (Roberto Revello)

Copertine:
- Enzo Sciotti (1/37)
- Averardo Ciriello (111,116, supplementi))
- Pino Dangelico (38,53)
- Mario Carìa (40/47,57/62,65/68,70)
- Primo Marcarini (48/52, 54/56)
- Piero Del Prete (69,71/80,82/94,96,97,99/103,105/109,112/116,120)
- Alfredo Nocerino (104)
- Aldo Ripamonti (110)
- Aller (117/119,121,122/123)